# NGC 101
NGC 101은 조각가자리 방향에 있는 나선 은하이다.